# Choerodon oligacanthus
Choerodon oligacanthus là một loài cá biển thuộc chi Choerodon trong họ Cá bàng chài. Loài này được mô tả lần đầu tiên vào năm 1851.

## Từ nguyên
Từ định danh oligacanthus được ghép bởi hai âm tiết trong tiếng Hy Lạp cổ đại: olígos (ὀλίγος, "ít") và ákanthos (ἄκανθος, "gai, ngạnh"), hàm ý đề cập đến số lượng tia gai vây lưng ít hơn những loài Crenilabrus (= Symphodus).

## Phạm vi phân bố và môi trường sống
C. oligacanthus được biết đến chủ yếu tại vùng biển các nước Đông Nam Á hải đảo, nhưng một quần thể ở xa hơn về phía đông đã được ghi nhận tại Nouvelle-Calédonie. C. oligacanthus sống gần những rạn san hô trên nền đáy mềm (bùn, cát) hoặc đá vụn, thường được nhìn thấy ở những vùng nước động, độ sâu khoảng 10–40 m.

## Mô tả
Chiều dài lớn nhất được ghi nhận ở C. oligacanthus là 28 cm. Cơ thể màu nâu cam, thường xuất hiện đốm trắng ở thân trên, ngay dưới các gai vây lưng và một đốm đen nhỏ hơn ở phía dưới.
Số gai ở vây lưng: 13–14; Số tia vây ở vây lưng: 7; Số gai ở vây hậu môn: 3; Số tia vây ở vây hậu môn: 10; Số tia vây ở vây ngực: 16–17; Số gai ở vây bụng: 1; Số tia vây ở vây bụng: 5.

## Sinh thái học
Thức ăn của C. oligacanthus có thể là những loài động vật có vỏ cứng như những loài cùng chi. Loài này được đánh bắt để làm thực phẩm.

### Trích dẫn
- Gomon, Martin F. (2017). “A review of the tuskfishes, genus Choerodon (Labridae, Perciformes), with descriptions of three new species” (PDF). Memoirs of Museum Victoria. 76: 1–111. doi:10.24199/j.mmv.2017.76.01.